# Dipartimento di San Roque
San Roque è un dipartimento argentino, situato nella parte occidentale della provincia di Corrientes, con capoluogo San Roque.
Esso confina con i dipartimenti di Saladas, Concepción, Mercedes, Lavalle e Bella Vista.
Secondo il censimento del 2001, su un territorio di 2.243 km², la popolazione ammontava a 17.951 abitanti, con un aumento demografico dell'11,92% rispetto al censimento del 1991.
Il dipartimento comprende 4 comuni: Chavarría, Nueve de Julio, Pedro R. Fernández e San Roque.